# Highland Folk Museum

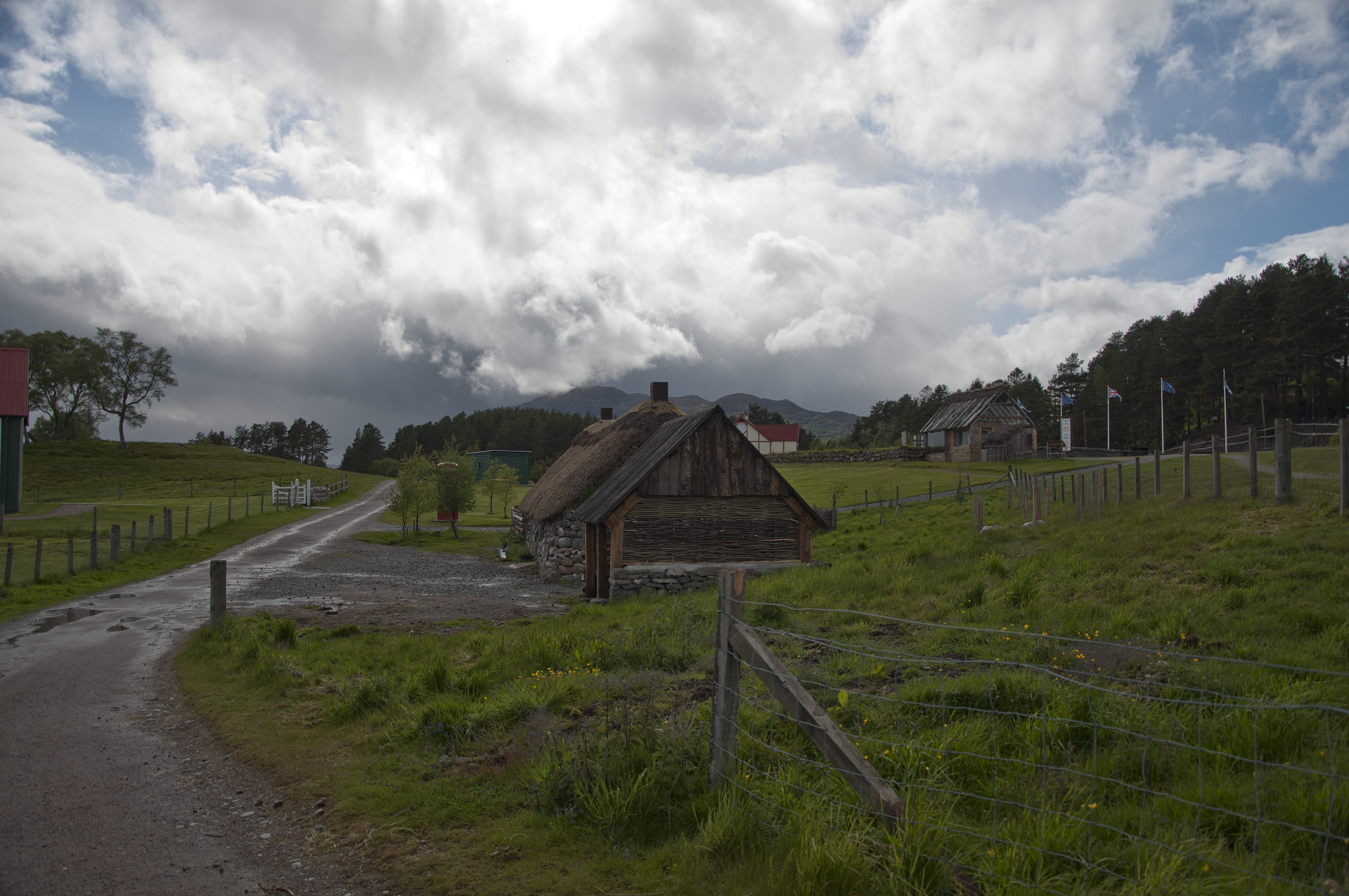
Highland Folk Museum

Het Highland Folk Museum is een openluchtmuseum in de Schotse plaats Newtonmore. Anno 2011 is het zustermuseum in Kingussie gesloten en wordt de collectie overgebracht naar de locatie in Newtonmore.
Aan de basis lag de collectie verzameld door dr. Isobel F. Grant, die zich liet inspireren door Scandinavië en zijn openluchtmusea. Ze toonde haar verzameling voor het eerst in een ongebruikte kerk op het eiland Iona. Na enkele omzwervingen verwierf ze een domein in Kingussie en opende op 1 juni 1944 daar het eerste openluchtmuseum op het Britse vasteland.

## Het museum in Newtonmore
Het domein beslaat een oppervlakte van 32 hectare en is ongeveer anderhalve km lang. Het ligt vlak bij de A9 tussen Newtonmore en Kingussie en wordt doorkruist door de spoorweglijn Highland Main Line.
Het museum organiseert tijdens de zomermaanden demonstraties van een aantal traditionele beroepen. Een aantal gebouwen met hun inhoud zijn op het terrein ingeplant waaronder:
- Aultlarie Farm Steading: een boerderij uit het begin van de 19e eeuw met een interieur uit de jaren 30 van de 20e eeuw.
- Aultlarie Railway Halt: een voormalig spoorwegstation op de Highland Main Line
- Aultlarie Farmhouse: een boerderij met onder meer een winkel uit de jaren dertig van de 20e eeuw en een annex voor het Glenlivet Post Office
- Aultlarie Tin Cottage: een woning uit 1890 op zijn oorspronkelijke site, waarschijnlijk gebouwd door een plaatselijke lasser met een interieur uit de jaren rond 1930
- Shepherd's Bothy and Fank: een schaapherdershut met een fank (stenen, niet overdekte constructie om schapen te sorteren)
- Daluaine Summer House: een vakantiehuis uit het begin van de 20e eeuw, gebouwd met materiaal uit het interieur van afgedankte slaaprijtuigen
- Highland Cottage: een plattelandswoning met een interieur uit de jaren rond 1890
- Knockbain School: schoolgebouw met inrichting uit 1937
- Leanach Church: kerkgebouw afkomstig van het gebied waar de slag bij Culloden werd geleverd
- Craigdhu Tweed Cottage: huis en winkel van een wever met interieur uit de jaren rond 1950
- MacPherson's Tailor's Shop: hier werkte een kleermaker uit Newtonmore
- Clockmaker's Workshop: werkplaats van Alexander McIntyre, gepassioneerd door klokken en horloges
- Joiner's Workshop: Donald Fraser betaalde als lasser in 1904 huur voor dit gebouw
- Newtonmore Curling Club Hut: hut voor de Newtonmore Curling Club met bijbehorende vijver
- Ardverikie Estate Sawmill: molen tot 1950 in bezit van timmerman Alexander Cameron
- Baile Gean Township: dit Dorp van Goede Wil is een reconstructie van het dorp Badenoch met onder meer het Tacksman's House en het Stockman's House
- Dennenbos aangeplant rond 1920, eerst akkerland en later een golfterrein voor dames

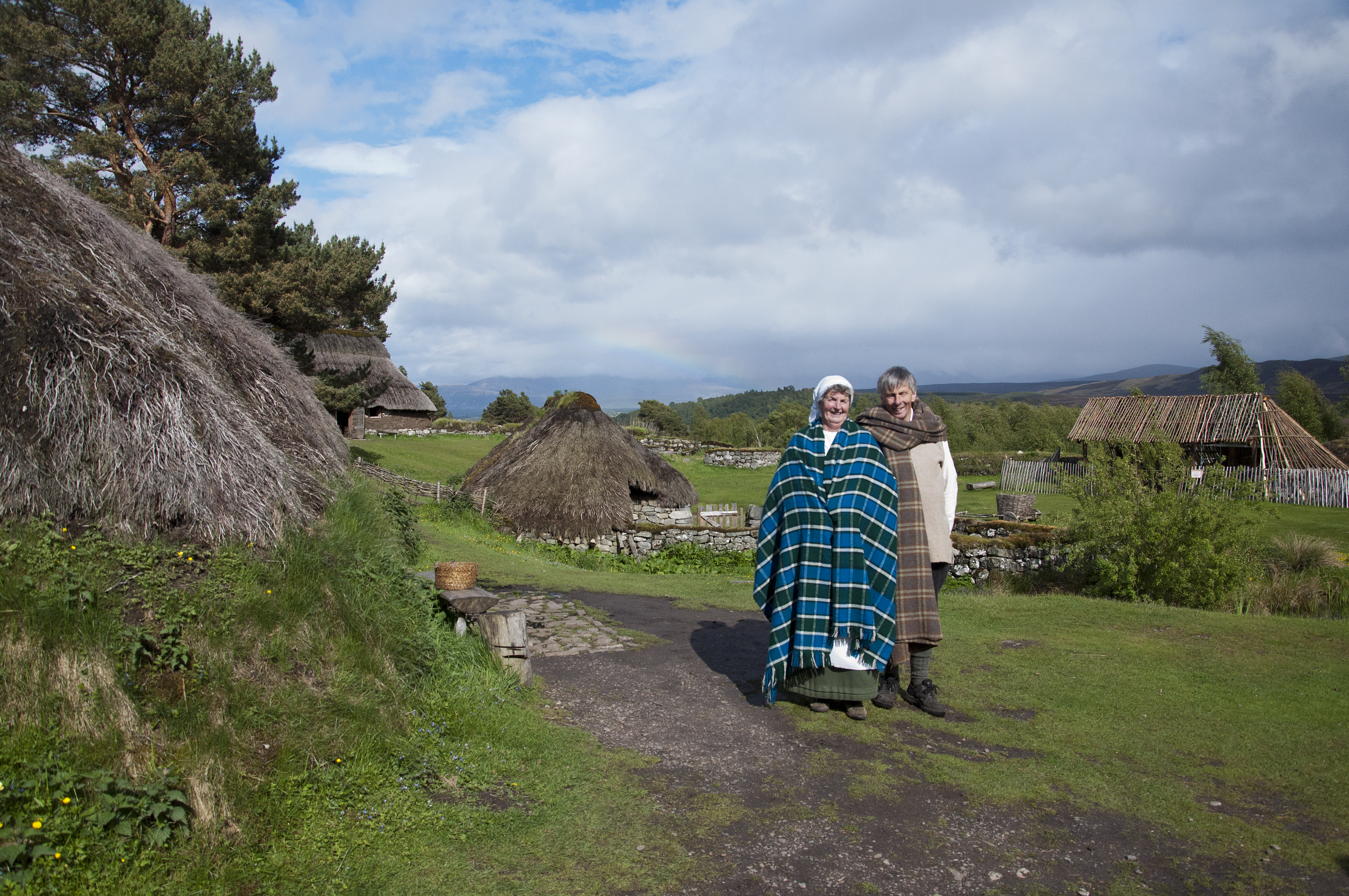
Beale Gean township